# Josef Zvěřina

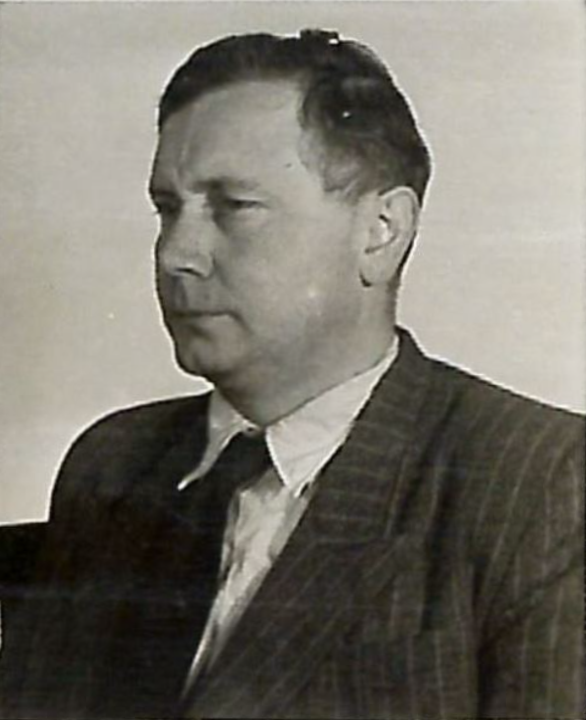
Josef Zvěřina na vazební fotografii v roce 1952

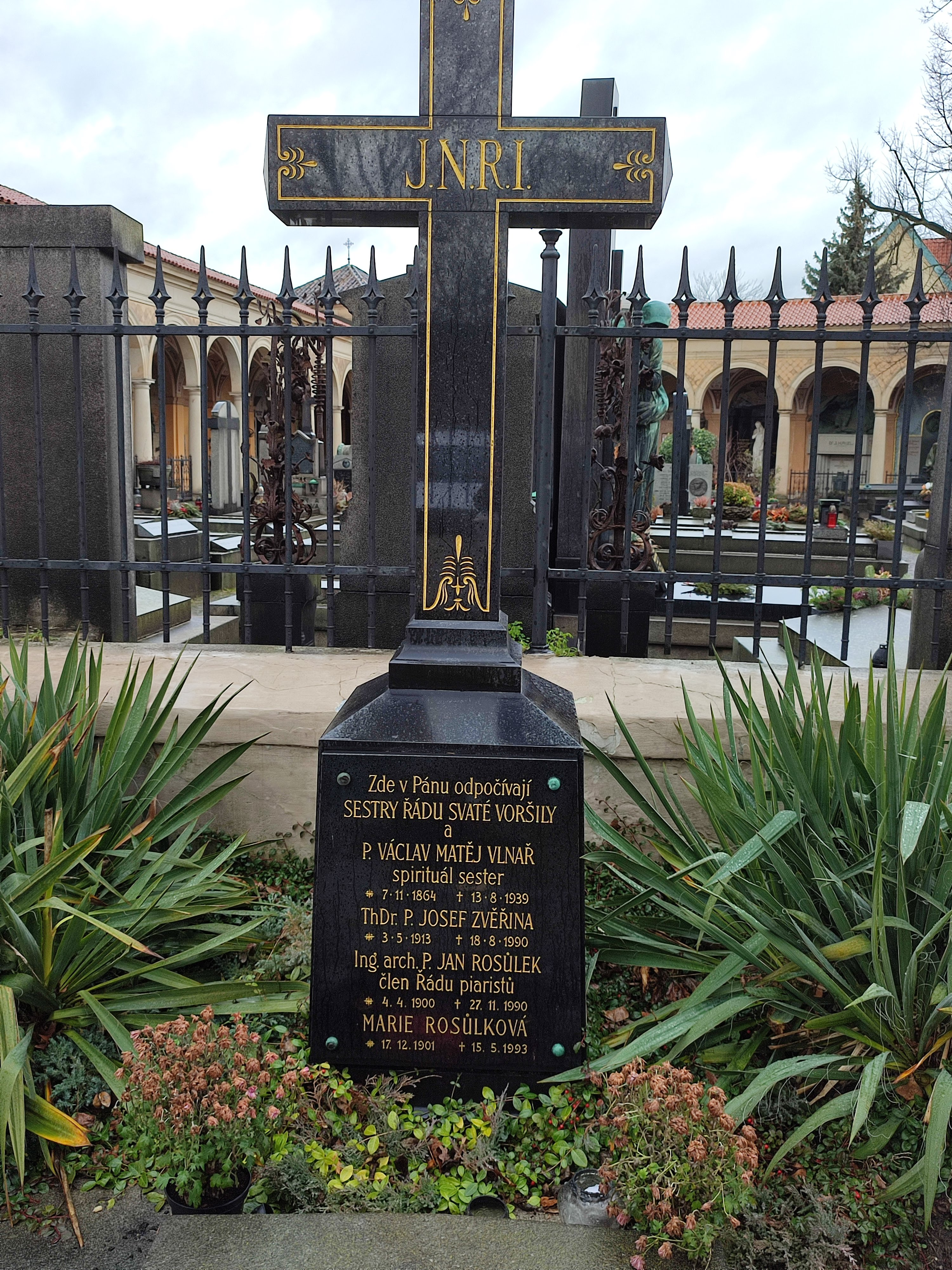
Hrob Josefa Zvěřiny a sourozenců Rosůlkových na Vyšehradě

Josef Zvěřina (3. května 1913 Střítež – 18. srpna 1990 Nettuno, Itálie) byl český římskokatolický kněz, teolog, historik umění, filozof a vysokoškolský pedagog.

## Život
Narodil se na Českomoravské vysočině, rodina se ale brzy přestěhovala do Vídně, kde otec Josef Zvěřina pracoval jako strojní zámečník, jeho matka se za svobodna jmenovala Marie Vedralová. Roku 1918 se vrátil s rodiči do Stříteže a na studium dlouho neměl pomyšlení. Na doporučení místního faráře se nakonec přece odhodlal ke studiu a shodou okolností se dostal roku 1924 do Prahy. V roce 1932 maturoval na Arcibiskupském gymnáziu (jeho spolužáky v ročníku byli mj. Jan Lebeda, Jan Čeřovský, Alois Verzich, Zdeněk Zenger). Poté byl poslán do římské papežské koleje Nepomucenum a studoval teologii a filosofii v Ateneu na Papežské lateránské univerzitě. Na kněze byl vysvěcen 11. července 1937 v Římě a rok tam byl představeným české koleje. Roku 1938 se vrátil do vlasti a byl kaplanem nejprve v tehdejším Falknově (Sokolov), kde zažil národnostní napětí i nenávist, později u svatého Mikuláše na Malé Straně v Praze. Po zrušení českých vysokých škol v roce 1939 přednášel na náhradním teologickém učilišti, pro protiněmecký postoj byl však v letech 1942 až 1943 internován 13 měsíců v Zásmukách.
Po válce nastoupil na obnovenou teologickou fakultu Univerzity Karlovy (spolu s Alexandrem Heidlerem) jako asistent prof. Josefa Cibulky pro obor křesťanská archeologie a dějiny umění. Jeho zájem sice směřoval k dogmatice, ale tu mu na fakultě nebylo dopřáno přednášet. Nebyl pro něj však problém věnovat se jakémukoliv oboru. Během ročního studijního pobytu v Paříži (École des Hautes Etudes, Institut d'Art et d'Archéologie, École des Chartes, École du Louvre) v letech 1946–1947 stihl sepsat disertaci o románských freskách v kostele sv. Mikuláše v západofrancouzském Tavantu (département Indre-et-Loire), která byla pochvalně přijata na mezinárodním fóru. Doktorát získal na Karlově univerzitě v Praze.
Po zrušení teologických učilišť v roce 1950 byl povolán na vojenské cvičení, kde 13 měsíců manuálně pracoval v útvarech PTP. Začátkem roku 1952 byl spolu s dalšími třiceti katolíky zatčen a odsouzen na 22 let vězení, konfiskaci veškerého majetku a odnětí občanských práv. Vrátil se až po téměř čtrnácti letech v roce 1965, propuštěn na podmínku, v tu dobu byl vězněn ve Valdicích. Prošel několika manuálními zaměstnáními (topič, prodavač, skladník), přesto i v této těžké době sloužil jako teolog v podzemní církvi. V letech 1967–1969 byl zaměstnán jako správce depozitáře Národní galerie. V roce 1969 nastoupil na bohosloveckou fakultu v Litoměřicích pro obor Teologie svátostí a křesťanská archeologie jako asistent, později docent, ale už roku 1970 musel z fakulty odejít. Poté vykonával duchovní správu na faře v Praskolesích u Zdic, kde si však získal takovou vážnost, že se znelíbil úřadům a v roce 1974 byl zbaven státního souhlasu k výkonu duchovenské činnosti a musel odejít do důchodu. Bydlel v Praze Košířích na Malvazinkách a věnoval se výuce i duchovnímu vedení řeholnic a studentů, kteří se připravovali na kněžství. Roku 1988 mu byl udělen čestný doktorát teologie na univerzitě v Tübingen.
Jako jeden z prvních podepsal Chartu 77 a spolupracoval s disidenty, kteří později zaujímali vysoká místa ve státní správě. O jeho aktuální statě byl i velký zájem v cizině, kde publikoval v mnoha odborných časopisech, a několik jeho prací vyšlo v překladu i knižně. Postupně si získal důvěru pražského arcibiskupa kardinála Tomáška a stal se jeho rádcem. Spolu s Otou Mádrem vydával časopis Teologické texty.
V listopadu 1989 navštěvoval stávkující studenty a často hovořil na pozvání v terénu. V sobotu 25. listopadu 1989 vystoupil také na zcela zaplněné letenské pláni. Když si bohoslovci v Litoměřicích prosadili personální změny, vrátil se tam jako profesor a děkan, a to s náročným úkolem zprostředkovat studium teologie i zájemcům mimo seminář. V této souvislosti založil také Českou křesťanskou akademii a stal se jejím prvním předsedou. Velmi se sblížil s papežem Janem Pavlem II., s nímž se setkal v Krakově a později v Itálii. V Itálii 18. srpna 1990 při koupání v moři náhle zemřel. Nemohl tak uskutečnit svůj záměr vyučovat v Ústavu dějin křesťanského umění znovu založené katolické teologické fakulty Univerzity Karlovy.

## Hrob
Josef Zvěřina je pochován v západní (řeholní) části Vyšehradského hřbitova, v jednom hrobě se svými přáteli a spolubratry, spirituálem Václavem Matějem Vlnařem, Janem Rosůlkem, jeho sestrou Marií Rosůlkovou a řeholními sestrami řádu sv. Voršily.
V prosinci 1990 byl plně rehabilitován.

### Ocenění
- 1991 Řád Tomáše Garrigua Masaryka , II. třídy, in memoriam
- 1993 Zlatá pamětní medaile Univerzity Karlovy, in memoriam
- 2002 Česká křesťanská akademie postavila ve Stříteži pomník na počest tohoto významného místního rodáka[6]
- 2016 Rada hlavního města Prahy pojmenovala po Josefu Zvěřinovi nově vzniklou ulici v Praze 3[7]

### Citáty
- „Strach a lež jsou nejmocnější spojenci všech diktatur.“[8]
- „Člověk musí být tak trochu fantasta, zvlášť když jsou poměry zlé, aby neztratil elán.“[9]
- „O kriminál si nikdo koledovat nemá, ale jsou situace, kdy prostě člověk musí splnit takový ten kategorický imperativ. A pak se neptá, co z toho bude.“[10]
- „V kriminále se asi člověk naučí žít to slovo evangelia, že Bůh sesílá déšť a světlo na dobré i zlé, tedy jisté velkodušnosti.“[11]

### Ohlasy
Kariéru Josefa Zvěřiny nejlépe charakterizují slova Oto Mádra: „Ke své eminentní roli rostl od mládí. V jiných časech by jeho kariéra patrně vyvrcholila biskupskou mitrou a kardinálským purpurem, jak mu už za studií předpovídali kolegové v římském Nepomucenu. Místo toho se stal jeho život přímo modelem kariéry směrem dolů.“